# Le Grand Voyage (film, 1981)
Pour les articles homonymes, voir Le Grand Voyage.
Le Grand Voyage (titre original en arabe : Ibn Sabil) est un film marocain réalisé par Mohamed Abderrahman Tazi, sorti en 1981.
Les principaux acteurs sont Ali Hassan, Nadia Atbib et Jilali Farhati.

## Distribution
- Ali Hassan
- Nadia Atbib
- Jilali Farhati